# Młotek (herb szlachecki)

Podstawowa wersja herbu Młotek

Młotek, odmiana

Młotek (Malotka, Malotki, Malotke, Malotka-Trzebiatowski, Młotki) – polski herb szlachecki, używany przez rodzinę osiadłą na Kaszubach.

## Opis herbu
Herb występował przynajmniej w dwóch wariantach. Opisy z wykorzystaniem zasad blazonowania, zaproponowanych przez Alfreda Znamierowskiego:
Młotek (Malotka, Malotki, Malotke, Malotka-Trzebiatowski, Młotki): W polu srebrnym trzy młotki czarne o rękojeściach złotych w wachlarz. Klejnot: nad hełmem w koronie ramię zbrojne trzymające młotek jak w godle. Labry czarne, podbite srebrem.
Młotek odmienny (Malotka odmienny, Malotki, Malotke, Malotka-Trzebiatowski, Malotki von Trzebiatowski): Pole czerwone, młotki całe srebrne, labry czerwone, podbite srebrem.

## Najwcześniejsze wzmianki
Wariant podstawowy odnotowali: Juliusz Karol Ostrowski (Księga herbowa rodów polskich), Emilian Szeliga-Żernicki (Der polnische Adel, Die polnische Stamwappen), Adam Boniecki (Herbarz polski), Seweryn Uruski (Rodzina. Herbarz szlachty polskiej), Nowy Siebmacher, Benno von Winckler (Die nationalitaten Pomerellens) oraz Reinhold Cramer (Geschichte der Lande Lauenberg und Bütow). Wariant odmienny przytoczył Seweryn Uruski. Miał przyjąć się w okresie późniejszym od wariantu podstawowego, być może ze względu na poprawniejsze heraldycznie barwy.

## Rodzina Malotka
Nazwisko Malotka wywodzi się z ziemi bytowskiej skąd rozprzestrzeniło się na całe Kaszuby. Wywodzi się prawdopodobnie od przezwiska malutki, zniemczonego na Malotke, które następnie ewoluowało w Malotka, Mlatki, Mlotke i dało w ten sposób powód do podejrzewania, że wywodzi się od nazwy Młotek, Młotk. Najwcześniejsza wzmianka o nazwisku pochodzi z 1515 w Trzebiatkowej (Gregor Mlotk). Kolejne wzmianki z lat 1559 (Jacob Melottke), 1603 (Christoff, George Molotke), 1607 (Christopff, Greger Molotken), 1658 (Andres Mlotken). Oprócz Trzebiatkowej, do rodziny należały w różnych okresach także działy w innych wsiach: Częstkowo, Dąbrówka, Kętrzyno, Łebno, Łężyce, Pałubice, Radoszewo, Wyszecino w powiatach mirachowskim i puckim, Gostkowo w okręgu bytowskim, Nawcz w okręgu lęborskim, Cieszenie, Kłanino, Lisewo, Miszewo, Robakowo, Sławki, Wiczlino na Pomorzu Gdańskim oraz Witoldowo pod Bydgoszczą. Kolejne wzmianki o członkach rodu pochodzą z lat 1772 (Andreas, Adalbert, Michael von Malotka). Członkowie rodu służyli w armii pruskiej, gdzie zasilali kadrę oficerską (7 oficerów wyższego szczebla z czego kilku generałów).

## Herbowni
Używany przez rodzinę Malotka (Malotke, Malotki, Malotky, Malottka, Malottki, Małotka, Małotki, Melottke, Mlotk, Mlotke, Mlotki, Młotek, Młotk, Młotyk, Molotke). Rodzina przyjmowała nazwiska odmiejscowe, z pierwotnego czyniąc przydomek. Malotkowie notowani są z następującymi nazwiskami odmiejscowymi: Częstkowski, Kętrzyński, Łężycki, Radoszewski, Trzebiatowski i Zakrzewski. Najdłużej, bo aż do dzisiejszych czasów, zachowało się nazwisko Trzebiatowski. W końcu XX wieku było w Polsce 13 osób nazwiska Malotka-Trzebiatowski.
Herbu Młotek, zapewne jako herbu mówiącego, rodzina zaczęła używać nie wcześniej niż w XVIII wieku. Pierwotny, nieznany herb, był zapewne zupełnie inny. Istnieje zapis z 1640, dotyczący Jerzego Małotka i Grzegorza Kentrzyńskiego alias Małotka, opisujący ich herb jako księżyc i dwie gwieździe. Brak informacji o ułożeniu godeł czy klejnocie. Być może układ jest taki jak w klejnocie herbu rodziny Kętrzyńskich, siedzących na tej samej wsi co Malotkowie-Kętrzyńscy, czyli Cietrzew (księżyc i nad nim dwie gwiazdy w słup).